# Jane Goodall
Dame Jane Morris Goodall, DBE (numele la naștere, Valerie Jane Morris-Goodall, născută la 3 aprilie 1934) este o antropologă, etologă, mamiferologă și primatologă britanică, precum și Mesager al Păcii din partea Organizației Națiunilor Unite.
Considerată a fi cel mai mare expert în cimpanzei din lume, Goodall este cunoscută și recunoscută pentru munca extensivă și intensivă de peste 45 de ani, pe care a desfășurat-o în studierea interacțiunilor familiale și sociale ale cimpanzeilor sălbatici din Gombe Stream National Park, din Tanzania. Este fondatoarea institutului care îi poartă numele, Jane Goodall Institute, fiind un puternic avocat al conservării naturii, animalelor, ecosistemelor, biomurilor și al habitatelor naturale.
Alături de Dian Fossey (specializată în gorile) și Biruté Galdikas (specializată în urangutani), Goodall  (specializată în cimpanzei) face parte din gruparea așa-numită de [The] Trimates (Trimatele), care cuprindea pe trei din cele mai valoroase primatologi femei din lume, autorități de necontestat ale domeniilor lor de studiu.

## Biografie
Din 1960 până în 1995, Jane Goodall a petrecut 35 de ani studiind cimpanzeii în sălbăticie și a devenit unul dintre cei mai respectați și mai influenți zoologi din lume. Și-a început cercetările singură, în mijlocul pădurii tropicale din Tanzania, Africa de Est și treptat a construit unul dintre cele mai importante centre de cercetare în natură a primatelor. Observațiile sale și ale colegilor săi au revoluționat cunoștințele oamenilor despre comportamentul cimpanzeilor și au adus noi lămuriri asupra problemei originii umanității.

## Cercetare
Deși Jane Goodall nu avea o pregătire specială, antropologul keniano-britanic, Louis Leakey, a hotărât să o ajute să-și realizeze visul. În 1960, el a strâns fonduri pentru ca ea să poată începe un program de cercetare în Gombe, Tanzania. De atunci, a locuit acolo. În anii ‘60, majoritatea primatologilor studiau animalele aflate în captivitate în grădinile zoologice. Goodall a făcut ceva deosebit - ea a câștigat încrederea cimpanzeilor și i-a studiat îndeaproape, în mediul lor natural.

## Comunicarea la cimpanzei
Goodall era fascinată de modul în care cimpanzeii foloseau sunetele, gesturile și expresiile pentru a comunica între ei. Fiecare zgomot transmitea un mesaj diferit, iar gesturile și mișcările corpului erau, de asemenea, o formă de comunicare.

## Munca de conservare
Goodall a fost o campioană a cauzei protejării cimpanzeilor și a făcut campanii pentru asigurarea unor condiții mai bune pentru cei aflați în captivitate. În 1977 a inaugurat Institutul de Cercetări, Educație și Conservare a Faunei Sălbatice Jane Goodall, în SUA. La sfârșitul anilor ‘90, acesta avea filiale în Marea Britanie, Canada și Tanzania.

## Date biografice
- 1934: S-a născut în Londra, Anglia.
- 1957: Călătorește în Kenya și îl cunoaște pe Louis Leakey.
- 1960: Înființează o stație de cercetare în Gombe, Tanzania.
- 1971: Își ia doctoratul la Universitatea din Cambridge.
- 1977: Înființează Institutul Jane Goodall.
- 1991: Lansează programul internațional de mediu pentru tineret „Roots and Shoots” (Rădăcini și vlăstare).
- 1995: Primește Medalia Hubbard.

## Trimatele – The Trimates
Trimatele (engleză The Trimates, cunoscute și ca Îngerii lui Leakey) este o denumire colectivă pentru un grup excepțional de trei primatologi femei, devenite, în timp, cei mai autorizați experți în cele trei grupuri mari de primate: Jane Goodall pentru cimpanzei, Dian Fossey pentru gorilele de munte și Birutė Galdikas pentru urangutani.
Trimatele, de fapt, Jane Goodall, Dian Fossey și Birutė Galdikas, au fost special alese de antropologul și paleotologul Louis Leakey pentru a studia primatele în mediul lor natural. Ideea de bază, care a stat la conceptualizarea studierii celor trei tipuri importante de primate (cimpanzeii, gorilele și urangutanii) a fost că femeile primatologi – datorită instinctelor lor materne – sunt mult mai potrivite pentru studierea acestora decât bărbații primatologi.